# كاميلي غرامر
كاميلي غرامر (بالإنجليزية: Camille Grammer)‏ هي عارضة وممثلة أمريكية، ولدت في 2 سبتمبر 1968 في شاطئ نيوبورت في الولايات المتحدة.

## أعمال

### مسلسلات
- ربات البيوت الحقيقيات لبيفرلي هيلز

## وصلات خارجية
- الموقع الرسمي
- كاميلي غرامر على موقع IMDb (الإنجليزية)
- كاميلي غرامر على موقع قاعدة بيانات الفيلم (الإنجليزية)